# Мантулис, Ровирос
Ровирос Мантулис (греч. Ροβήρος Μανθούλης; 10 июля 1929, Комотини — 21 апреля 2022, XIV округ Парижа) — греческий кинорежиссёр. В период своей работы во Франции получил известность под именем Робер Мантули (фр. Robert Manthoulis).

## Биография

### Молодость
Ровирос Мантулис родился в городе Комотини, Западная Фракия в 1929 году. Происходил из семьи беженцев. Отец был уроженцем Ионии, но, будучи юристом, был послан в Комотини в 1921 году, в силу чего избежал Смирнской резни.
Мать была родом из Восточной Фракии и также стала беженкой, после того как Греция под давлением своих бывших союзников была вынуждена уступить Восточную Фракию туркам без боя. Мантулис полушутя заявлял, что именно его дед по отцовской линии раскопал Трою (будучи подрядчиком у Шлимана).
Мантулис вырос в Афинах. В годы тройной германо-итало-болгарской оккупации Греции Мантулис принял участие в греческом Сопротивлении в рядах городских организаций Национально-освободительного фронта.
В 1949 году издал свой первый поэтический сборник «Ступени». Своими учителями в поэзии Мантулис считал Никифора Вреттакоса, а также его филологическую компанию, в которой состояли Михалис Кацарос, Никос Гацос, композитор Манос Хадзидакис, критик Алекос Аргириу и кинорежиссёр Фриксос Илиадис, издававший также журнал «Поэтическое искусство».
Мантулис первоначально учился политическим наукам в Университете Пантеон.
Впоследствии, в период 1949—1953, Мантулис учился кинематографу и театру в университете Сиракузском университете американского штата Нью-Йорк и Колумбийском университете города Нью-Йорк.
Здесь на Мантулиса было заведено его первое американское политическое дело, после того как он опубликовал антимаккартистскую статью в местной газете.

### Кинематографическая деятельность
Вернувшись в Грецию в 1953 году, Мантулис первоначально сотрудничал с «Театром среды» Греческой организации радиовещания (Ε.Ι.Ρ).
При этом Мантулис лично переводил, а затем ставил работы американского театрального репертуара на радио.
Одновременно, желая внести свой вклад в образование кинематографистов, с 1956 года и в течение 10 лет он последовательно возглавлял две кинематографические школы (Школы Ставракоса и Иоаннидиса). Среди его самых известных учеников кинорежиссёр Пантелис Вулгарис и кинокритик Василис Рафаилидис. Последний стал также помощником Мантулиса в одном из документальных фильмов.
В 1957 году Мантулису было поручено организовать департамент документальных фильмов при Министерстве печати и информации, но через год он был уволен. Однако он успел в 1958 году снять свой первый документальный фильм об острове Лефкас. Этот фильм предположительно является первым тематическим (не кинохроника) греческим документальным фильмом. В том же году Мантулис поставил в «Театре Афин» пьесу Уильяма Сарояна «В горах моё сердце» (My Heart’s in the Highlands). Пьеса была также представлена на фестивале на острове Лефкас.
В 1960 году, по его инициативе и в сотрудничестве с Гераклом Пападакисом, Русосом Кундуросом, Фотисом Местенеосом и Яннисом Бакояннопулосом, была создана «Группа пяти» в качестве движения творческого документального фильма в Греции. Вместе с Пападакисом и Местенеасом (и с помощью археолога Янниса Милиадиса) он снял документальный фильм «Афинский акрополь» (1961). Фильм имел успех и был приобретён многими университетами США. В том же году он снял документальный фильм «Люди и Боги» (1961), в котором текст читал греко-американский поэт и переводчик на английский «Одиссеи» Казандзакиса Кимон Фрайер (Kimon Friar 1911—1993).
Его документальные фильмы были постоянными лауреатами на Салоникском кинофестивале. В этот период он получил предложение от Антониса Зервоса, владельца одноимённой киностудии, снять художественный фильм-комедию «Госпожа мэр» (1960) с Георгией Василиаду и Василисом Авлонитисом. В фильме также принял участие известный актёр Никос Куркулос и впервые выступили в кинематографе певцы Стелиос Казандзидис и Маринелла. Мантулис привлёк к фильму в качестве оператора-постановщика такого же новичка, как и он сам, своего друга Местенеоса. Фильм имел успех и получил хорошие отзывы критиков.
Затем последовал художественный фильм «Семья Пападопулоса» (1961) с актёрами Орестом Макрисом Диносом Илиопулусом, Пантелисом Зервосом, Какией Аналити, Стефаном Линеосом и Танасисом Венгосом. Венгосу и Василису Диамантопулосу Мантулис доверил главные роли в своём следующем и одном из первых политических греческих фильмов «Руки вверх, Гитлер» (1963).
Следующим шагом стал его «персональный» фильм. Поводом был осуществлённый королевским двором в июле 1965 года переворот, результатом которого и стал фильм Мантулиса «Лицом к лицу» (1966). Этот фильм оказался ещё в большей степени политическим, чем предыдущий. Кроме характеров-карикатур представителей класса судовладельцев и подрядчиков, сносивших и уродовавших Афины, Мантулис хотел показать диктаторские тенденции, угрожавшие политической законности и свободам, которые с трудом только начали возвращаться в Грецию.
При существовавшей цензуре снять подобный фильм было нелегко. Сценарий фильма не был представлен цензуре и съёмки были начаты согласно разрешения на предыдущий, документальный, фильм. Картина была показана на Салоникском кинофестивале 1966 года и получила Золотой приз режиссуры от впечатляющего своим составом жюри: его членами были Яннис Царухис, Манос Хадзидакис, Элли Ламбети. Фильм вызвал энтузиазм у студенческой молодёжи, публика ждала режиссёра у выхода из зала и на руках доставила его перед глазами c удивлением взиравших на эту сцену французских критиков, ожидавших взять у Мантулиса интервью в одной из салоникских кофеен.

### В политической эмиграции
В следующем году Мантулис был приглашён представить «Лицом к лицу» на Международном фестивале Нового кинематографа в городе Йер (Вар) в южной Франции. Приглашение было исключением, поскольку на фестивале представлялись первые фильмы молодых режиссёров, а это был четвёртый фильм Мантулиса. Фильм Мантулиса должен был открыть фестиваль вечером 21 апреля 1967 года. Утром того же дня в Греции произошёл военный переворот. Фильм был пророческим, но совпадение оказалось невероятным. Демонстрация фильма и реакция публики стали одной из первых акций против хунты за пределами Греции. На следующей неделе Каннский кинофестиваль организовал специальную демонстрацию фильма, игнорируя протесты хунты. Фильм был запрещён в Греции, заграничный паспорт режиссёра был аннулирован, его имя попало в чёрный список и не должно было упоминаться прессой.
Мантулис стал политическим эмигрантом, первоначально в Швейцарии, где у его жены были родственники, и ему была предоставлена работа на швейцарском телевидении. Вскоре французское телевидение поручило ему режиссуру большой и продолжительной программы «В афише мира» (A l’affiche du monde) с запланированными съёмками во многих странах. Мантулис, лишённый греческого гражданства, был вынужден в своих поездках использовать французский «вид на жительство для лиц без гражданства».
Программа исследовала политические и социальные корни зрелищ, музыки и песни. В эпоху поп-поколения (pop generation), которое боролось против войны во Вьетнаме и устоявшихся порядков и которое во Франции пришло к событиям мая 1968 года, Мантулис представил в своей передаче звёзд той эпохи, таких как Джоан Баез, Rolling Stones, и представителей джаза, таких как Sun Ra.
Для этой же программы Мантулис снял документальный фильм о положении в Греции с участием Мелины Меркури, Микиса Теодоракиса и Марии Фарандури.
Публика и критика полюбили «Афишу», в результате чего программа получила приз Союза французских критиков как лучшая французская программа 1969 года.
В результате этого успеха 3-й канал французского телевидения, который только собирался выйти в эфир, поручил Мантулису снять документальный фильм о блюзе. Мантулис снял в 1973 году в США документальный фильм «Вверх по Миссисипи» (En Remontant le Mississippi) и одновременно снял в Гарлеме полнометражный фильм «Блюз со стиснутыми зубами» (Le Blues Entre les Dents). Критика встретила «Блюз» восторженными отзывами, а Союз бельгийских критиков избрал его лучшим фильмом года.
Сразу после этого последовал ряд документальных фильмов под общим названием «Одна страна, одна музыка», которые Мантулис снимал на всех пяти континентах.
Между тем Мелина Меркури после фильма, снятого Мантулисом с её участием для «Афиши», предложила ему снять фильм американского производства с продюсером Жюлем Дассеном под названием «Lilly’s Story».
Мантулис написал сценарий (вместе с Г. Севастикоглу) и послал тайно в Афины французскую съёмочную группу, которая, однако, была арестована у центрального здания охранки в Афинах. В конечном итоге американская студия обанкротилась, и фильм не был снят. Попытка Мантулиса снять фильм в Румынии не удалась, после запрета Чаушеску, правительство которого в те дни подписывало большое торговое соглашение с греческой хунтой.

### Возвращение в Грецию
После падения хунты в 1974 году новое правительство предложило известному греческому кинорежиссёру Михалису Какояннису возглавить государственное греческое телевидение. Какояннис предложение не принял и предложил вместо себя Мантулиса.
Премьер-министр К. Караманлис назначил Мантулиса художественным директором телевидения. Вместе со своими сотрудниками Я. Бакояннопулосом, Петросом Маракарисом и Т. Маркетаки Мантулис начал на телевидении передачу, аналогичную той, которую он снимал во Франции. Он назвал свою передачу «За кулисами» («Παρασκήνιο»). После чего он создал полуденную программу «Каждый полдень» («Κάθε μεσημέρι»), которая сразу же была тепло принята зрителями, внедрил «живые» передачи, которых до того не было на телевидении, создал передачу «Один фильм, одна беседа» («Μια ταινία, μια συζήτηση»), снял первые телесериалы, такие как «Сельский фотограф» («Ο φωτογράφος του χωριού») и «Учительница с золотыми глазами» («Η δασκάλα με τα χρυσά μάτια»), реформировал «Театр понедельника» («Θέατρο της Δευτέρας») и ограничил американские программы, показывая сериалы и программы европейских стран. В результате американское посольство заявило протест Радио-телевидению Греции (ЕРТ).
Став генеральным директором программ греческого (государственного) телевидения, Мантулис содействовал его трансформации в 1975 году в ΕΡΤ (Греческая корпорация телерадиовещания), а армейского телеканала ΥΕΝΕΔ в ΕΡΤ2 (1982).
С 1983 по 1986 год он в течение трёх лет снимал совместный французско-греческий телевизионный сериал «Города без правления» («Ακυβέρνητες πολιτείες») по одноимённой трилогии известного греческого писателя Стратиса Циркаса, в котором играли греко-французский актёр Георгий Хорафас (Georges Corraface), Марина Влади и другие известные актёры.
Тем временем Мантулис обратился к гражданской войне и вновь к диктатуре. В 1997 году он снял совместный франко-греческий (FR-3 и ΝΕΤ) документальный фильм «Греческая гражданская война» (La Guerre civile grecque), а также полнометражный фильм «Lilly’s Story», о том, как и почему не состоялась съёмка одноимённого фильма в годы диктатуры. «Lilly’s Story» была представлена на Венецианском кинофестивале 2000 года.

### Переводческая, писательская и театральная деятельность
Мантулис перевёл на французский язык «Циклопа» Еврипида и работы Якова Камбанелиса «Он и его брюки», «Одиссей, вернись домой», для «Греческой трилогии»: Ulysse, trios fois Ulysse. «Трилогию» Мантулис поставил в парижском театре La Main d’Or.
Он также перевёл на французский и поставил на Авиньонском фестивале пьесу Георгиоса Маниотиса «Здравый смысл».
Мантулис написал и издал также следующие книги: «Древний эротический словарь», о жаргоне древнего греческого языка, переложил на современный греческий язык «Мимиямбы» (Μιμίαμβοι) александрийского комедиографа Иронда с комментариями Мантулиса, роман на тему съёмок Lilly’s Story и хронику съёмок «Блюза со стиснутыми зубами».

### Журналистская и общественная деятельность
Мантулис сотрудничал с журналом «Кинематограф — Театр», который издавал Я. Бакояннопулос. Он также оказал помощь в создании множества кинематографических клубов в Греции.
В период с 1991 по 2001 год Мантулис был председателем греческой общины Парижа. За свою художественную и общественную деятельность во Франции был награждён Медалью города Парижа.